# Los Cabos Open 2022
Los Cabos Open 2022, oficiálně Abierto de Tenis Mifel 2022,  byl tenisový turnaj hraný jako součást mužského okruhu ATP Tour na otevřených dvorcích s tvrdým povrchem v areálu Cabo Sports Complex. Konal se mezi 1. až 6. srpnem 2022 v mexickém přímořském městě Cabo San Lucas jako šestý ročník turnaje.
Turnaj s rozpočtem 920 625 dolarů patřil do kategorie ATP Tour 250. Nejvýše nasazeným hráčem ve dvouhře se stal první tenista světa Daniil Medveděv. Jako poslední přímý účastník do singlové soutěže nastoupil 130. hráč žebříčku, Američan Ernesto Escobedo. V důsledku invaze Ruska na Ukrajinu na konci února 2022 řídící organizace tenisu ATP, WTA a ITF s grandslamy rozhodly, že ruští a běloruští tenisté mohli dále na okruzích startovat, ale do odvolání nikoli pod vlajkami Ruska a Běloruska.
Čtrnáctý singlový titul na okruhu ATP Tour vyhrál Daniil Medveděv, který ukončil šňůru pěti finálových porážek zahájenou na listopadovém Rolex Paris Masters 2021. Čtyřhru ovládl americko-srbský pár William Blumberg a Miomir Kecmanović, jehož členové odehráli první společný turnaj.

## Rozdělení bodů a finančních odměn

### Rozdělení bodů
| Soutěž  | Soutěž      | vítězové | finalisté | semifinalisté | čtvrtfinalisté | 16 v kole | 28 v kole | Q  | Q2 | Q1 |
| ------- | ----------- | -------- | --------- | ------------- | -------------- | --------- | --------- | -- | -- | -- |
| dvouhra | [ 3 ] [ 7 ] | 250      | 150       | 90            | 45             | 20        | 0         | 12 | 6  | 0  |
| čtyřhra | [ 8 ]       | 250      | 150       | 90            | 45             | 0         | —         | —  | —  | —  |

### Finanční odměny
| Soutěž                                | Soutěž      | vítězové  | finalisté | semifinalisté | čtvrtfinalisté | 16 v kole | 28 v kole | Q2      | Q1      |
| ------------------------------------- | ----------- | --------- | --------- | ------------- | -------------- | --------- | --------- | ------- | ------- |
| dvouhra                               | [ 3 ] [ 7 ] | 125 040 $ | 72 935 $  | 42 885 $      | 24 850 $       | 14 430 $  | 8 815 $   | 4 410 $ | 2 405 $ |
| čtyřhra                               | [ 8 ]       | 43 440 $  | 23 250 $  | 13 630 $      | 7 610 $        | 4 490 $   | —         | —       | —       |
| částka ve čtyřhrách je uvedena na pár |             |           |           |               |                |           |           |         |         |

## Mužská dvouhra

### Nasazení
| Stát                             | Hráč                    | ATP | Nasazení |
| -------------------------------- | ----------------------- | --- | -------- |
|                                  | Daniil Medveděv         | 1.  | 1.       |
| Kanada                           | Félix Auger-Aliassime   | 9.  | 2        |
| Spojené království               | Cameron Norrie          | 13. | 3.       |
| Srbsko                           | Miomir Kecmanović       | 33. | 4.       |
| Itálie                           | Fabio Fognini           | 54. | 5.       |
| USA                              | Brandon Nakashima       | 56. | 6.       |
| Austrálie                        | Thanasi Kokkinakis      | 69. | 7.       |
| Argentina                        | Tomás Martín Etcheverry | 72. | 8.       |
| Francie                          | Quentin Halys           | 74. | 9.       |
| Žebříček ATP k 25. červenci 2022 |                         |     |          |

### Jiné formy účasti
Následující hráči obdrželi divokou kartu do hlavní soutěže:
- Alex Hernández
- Feliciano López
- Rodrigo Pacheco Méndez

Následující hráči postoupili z kvalifikace:
- Nick Chappell
- Rinky Hijikata
- Max Purcell
- Kaiči Učida

Následující hráči postoupili z kvalifikace jako šťastní poražení:
- Nicolás Barrientos
- Gonzalo Villanueva

### Odhlášení
před zahájením turnaje
- Fabio Fognini → nahradil jej  Gonzalo Villanueva
- John Isner → nahradil jej  Fernando Verdasco
- John Millman → nahradil jej  Nicolás Barrientos
- Diego Schwartzman → nahradil jej  Yannick Hanfmann
- João Sousa → nahradil jej  Ričardas Berankis

### Skrečování
- Jurij Rodionov

## Mužská čtyřhra

### Nasazení
| Stát                                                                        | Hráč              | Stát      | Hráč            | ATP | Nasazení |
| --------------------------------------------------------------------------- | ----------------- | --------- | --------------- | --- | -------- |
| Mexiko                                                                      | Santiago González | Argentina | Andrés Molteni  | 67. | 1.       |
| Austrálie                                                                   | Matthew Ebden     | Austrálie | Max Purcell     | 71. | 2.       |
| Uruguay                                                                     | Ariel Behar       | Ekvádor   | Gonzalo Escobar | 89. | 3.       |
| Jižní Afrika                                                                | Raven Klaasen     | Brazílie  | Marcelo Melo    | 93. | 4.       |
| Žebříček ATP k 25. červenci 2022; číslo je součtem umístění obou členů páru |                   |           |                 |     |          |

### Jiné formy účasti
Následující páry obdržely divokou kartu do hlavní soutěže:
- Facundo Bagnis /  Alex Hernández
- Ernesto Escobedo /  Rodrigo Pacheco Méndez

Následující páry z pozice náhradníků:
- Radu Albot /  Ričardas Berankis
- Max Schnur /  John-Patrick Smith

### Odhlášení
před zahájením turnaje
- Ernesto Escobedo /  Rodrigo Pacheco Méndez → nahradili je  Radu Albot /  Ričardas Berankis
- Quentin Halys /  João Sousa → nahradili je  Max Schnur /  John-Patrick Smith
- Oleksandr Nedověsov /  Ajsám Kúreší → nahradili je  Tomás Martín Etcheverry /  Ceng Čchun-sin

## Přehled finále

### Mužská dvouhra
- Daniil Medveděv vs.  Cameron Norrie, 7–5, 6–0

### Mužská čtyřhra
- William Blumberg /  Miomir Kecmanović  vs.  Raven Klaasen /  Marcelo Melo, 6–0, 6–1